# Viliam Loviška
Viliam Loviška (* 12. srpen 1964, Bratislava) je slovenský sochař, malíř, designér, pedagog a organizátor výtvarného života.

## Studium
V letech 1978–1982 studoval sochu na Škole uměleckého průmyslu v Bratislavě u akad. Sochaře Juraje Gavulu, vysokoškolská studia absolvoval v Bratislavě na Vysoké škole výtvarných umění v letech 1982–1989 v ateliéru prof. Ladislava Snopek, doc. Teodora Baníku, později v ateliérech prof. Jana Kulich a v letech 1986–1989 u prof. Albína Brunovského.

## Stipendia
- 1991–1992 grant udělen The Pollock-Krasner Foundation, USA
- 1993 – stipendium Spolku grafiků
- 1996 – stipendium Nadace Milana Galandu

## Tvorba
Výběr z nejdůležitějších děl:

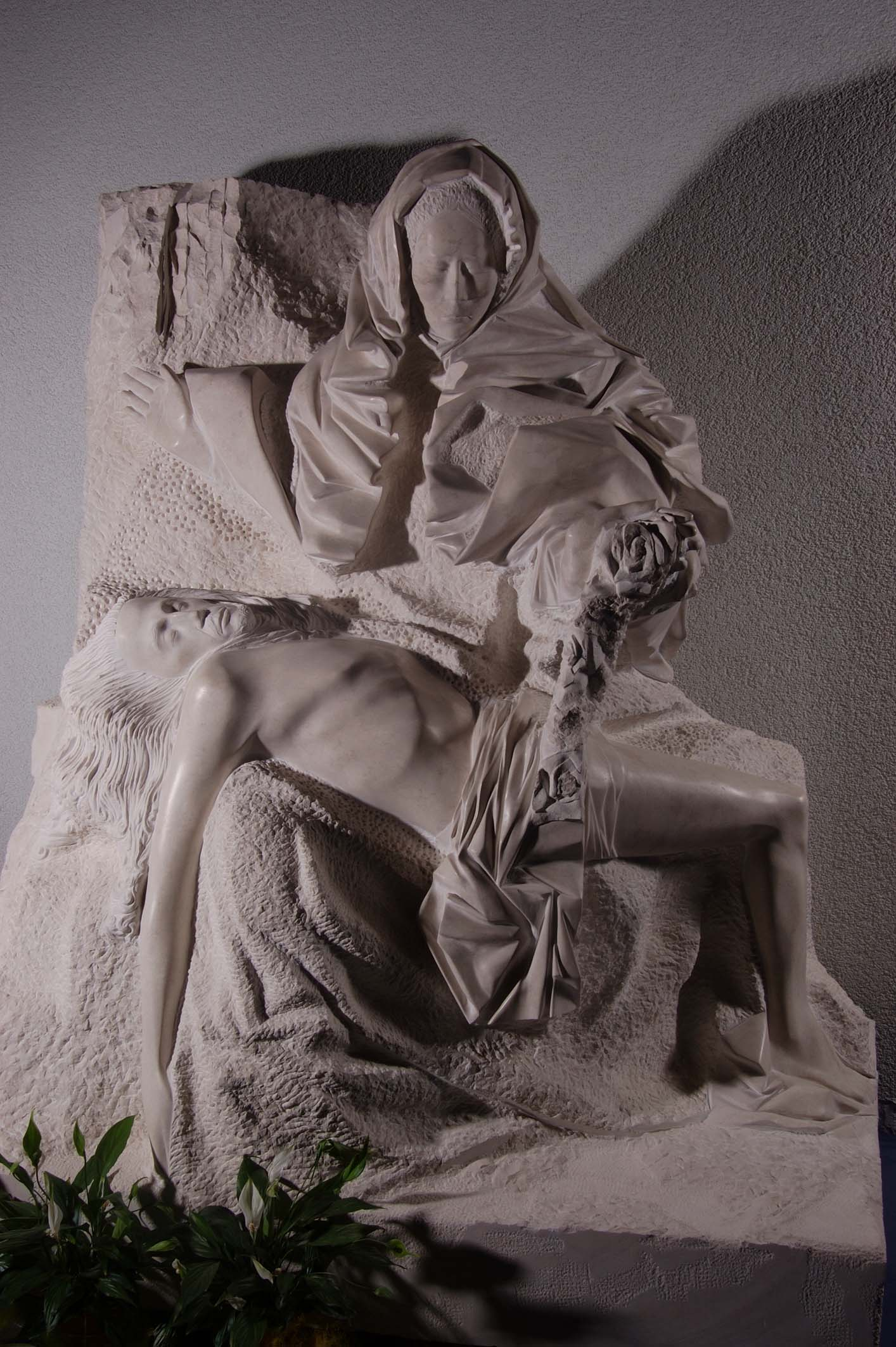
Viliam Loviška – Pieta

- Brazílie, Passa Quatro, M. R. Štefánik (socha)
- USA, Washington, Náhrobek Š. Osuského (reliéf)
- Bratislava, Ružinov, Kostel sv. Vincenta de Paul, Interiér (umělecký mobiliář)
- Bratislava, Ružinov, Kostel sv. Vincenta de Paul
- Bratislava, Ružinov, Provinciální kaple, Interiér (spolupráce arch.. Ivan Jarina)
- Nitra, Pomník nenarozeným (socha)
- Stará Bystrica, Archanděl (socha)
- Stará Bystrica, Slovenský orloj, (spolupráce arch.. Ivan Jarina)
- Bratislava, Integrační kopeček (spolupráce arch.. Ivan Jarina)
- Bratislava, Galerie Byzant, výběr z menších sochařských objektů vytvořených z levického zlatého onyxu
- Bratislava, Galvániho Business centrum IV, design a realizace prvků povrchového designu ve tvaru leknínů, sochařského atria s názvem "Zahrada Monetových" a výtvarné úpravy jednotlivých vstupů do GBC IV
- Ve své výtvarné tvorbě úzce spolupracuje se svou manželkou, slovenskou sochařkou, designérkou a pedagožkou Marcelou Loviškovou a dcerou Leou v oblasti fotografie

## Činnost
- 1990 – zakladatel sdružení výtvarných umělců JINAK, založeného jako reakce na společenské změny
- 1996 – 2006, Univerzita Konstantina Filozofa, vedoucí ateliéru sochařství na Katedře výtvarné tvorby
- 2004 – zakladatel ateliéru výtvarného umění a designu Byzant spolu s manželkou Marcelou
- Od roku 1989 se účastní mnoha domácích a zahraničních výstavách (Bratislava, Paříž, Ženeva, Záhřeb, Istanbul, Washington, New York, Vancouver, Vídeň, Mnichov etc.)
- 2007 – zakladatel Galerie Byzant, sídlící v Zichyho paláci, Bratislava, Staré Město